# Victor Canning
Victor Canning (* 16. Juni 1911 in Plymouth, Devon; † 21. Februar 1986 in Cirencester, Gloucestershire) war ein britischer Schriftsteller. Er schrieb Romane und Thriller. Seine große Zeit waren die 1950er bis 1970er Jahre. Seit seinem Tod 1986 ist er aus dem öffentlichen Bewusstsein weitgehend verschwunden. Er lebte zurückgezogen, hinterließ keine Memoiren und gab relativ wenige Interviews. Neben seinem eigenen Namen benutzte er auch die Pseudonyme Alan Gould und Julian Forest.

## Leben
Victor Canning wurde in Plymouth in der Grafschaft Devon als Sohn des Kutschenbauers Fred Canning und seiner Frau May, geborene Goold, geboren. Während des Ersten Weltkrieges diente sein Vater als Fahrer einer Ambulanz in Frankreich und Flandern. Während dieser Zeit lebten Victor Canning und seine zwei Schwestern im zehn Meilen nördlich von Plymouth gelegenen Ort Calstock, wo sein Onkel Cecil Goold für die Eisenbahn arbeitete. Nach dem Krieg kehrte die Familie nach Plymouth zurück. Mitte der 1920er Jahre zog die Familie nach Oxford, wo der Vater Arbeit gefunden hatte. Victor besucht die Oxford Central School. Hier wurde er von seinem Lateinlehrer Dr. Henderson ermutigt, an der Schule zu bleiben und die Universität zu besuchen, aber die Familie konnte sich dies nicht leisten. Stattdessen begann er im Alter von 16 Jahren als Angestellter im Education Office zu arbeiten.
Innerhalb von drei Jahren begann Victor Canning, Kurzgeschichten an Magazine für Jungen zu verkaufen. Im Jahr 1934 akzeptierte Hodder and Stoughton seinen ersten Roman Mr. Finchley Discovers his England. Dieser Roman wurde sofort zu einem großen Bestseller. Er gab seine Arbeit auf und arbeitete nun Vollzeit als Schriftsteller. In den nächsten dreizehn Jahren produzierte er dreizehn weitere Romane unter drei verschiedenen Pseudonymen. Lord Rothermere engagierte ihn, um Artikel für die Daily Mail zu schreiben. Ein Teil dieser Reiseartikel wurde 1936 in dem Buch Everyman’s England mit Illustrationen von Leslie Stead veröffentlicht.
Im Jahr 1935 heiratete er Phyllis McEwen, die Tochter einer Theaterfamilie. Er traf sie, als er mit einer Vaudeville-Produktion in Weston-super-Mare gastierte. Sie bekamen drei Töchter: Lindel (* 1939), Hilary (* 1940) und Virginia (* 1942).
1940 meldete sich Canning als Freiwilliger zur Armee. Seine Ausbildung absolvierte er zusammen mit seinem Kollegen Eric Ambler in Wales bei der Royal Artillery. Im Jahr darauf wurden beide zum Lieutenant befördert und absolvierten bis Anfang 1943 ihren Dienst bei der Dienst Flugabwehr in Südengland. Anschließend wurde Canning nach Nordafrika versetzt und von dort aus nahm er an der Operation Husky teil. Bis Kriegsende war er in Italien stationiert. Danach kam er zurück nach England, wo er 1946 im Rang eines Majors seinen Dienst in der Armee quittierte.
Canning ließ sich in Südengland nieder und widmete sich nur noch dem Schreiben. Mit wachsenden Verkaufszahlen begann auch Hollywood sich für ihn bzw. seine Romane zu interessieren und es entstanden erste Verfilmungen. 1965 startete Canning eine Romanreihe mit dem Protagonisten Rex Carver. In diesen Jahren begann auch seine Affäre mit Diane Bird, was auch zur Trennung von seiner Ehefrau führte. 1968 ließ sich Canning in Devon nieder, 1973 erfolgte dann die Scheidung und ein Jahr später die zweite Eheschließung mit Diane Bird.
Im Februar 1976 starb Diane Bird und im November desselben Jahres heiratete Canning in dritter Ehe Adria Irving-Bell. Victor Canning starb im Februar 1986 über seinem Roman „Table Number Seven“, den dann seine Ehefrau Adria und seine Schwester Jean nach seinen Notizen fertigstellten und veröffentlichten.

## Werke (Auswahl)

### Als Victor Canning
Erzählungen
- Young Man on a Bicycle. 1958.
- Delay on Turtle. 1962.
- Comedies and Whimsies. 2007.
- The Minerva Club, The Department of Patterns and Dr. Kang. 2009.

Kriminalromane
- Panther’s Moon. 1948.[5]
  - Deutsch: Schwarzer Panther. Goldmann, München 1960.
- The House of the Seven Flies. 1952.[6]
  - Deutsch: Das Haus zu den sieben Fliegen. Goldmann, München 1969.
- The Hidden Face. 1957.[7]
  - Deutsch: Das verborgene Gesicht. Goldmann, München 1969.
- The Manasco Road. 1957.[8]
  - Deutsch: Rivalen am Riff. Goldmann, München 1970.
- The Scorpio Letters. 1964.
  - Deutsch: Erpressung durch Scorpio. Bastei-Lübbe, Bergisch Gladbach 1975.
- Rex-Carver-Quartett

1. The Whip Hand. 1965.
2. Doubled in Diamonds. 1966.
3. The Python Project. 1967.
4. The Melting Man. 1968.

- Queen’s pawn. 1969.
  - Deutsch: Schach der Königin. Bastei Verlag, Bergisch Gladbach 1973.
- The Kingsford Mark. 1975.
  - Deutsch: Das Sündenmal. Goldmann, München 1978.
- The Satan Sampler. 1979.
  - Deutsch: Querverbindungen. Goldmann, München 1980.
- Vanishing Point. 1982.
  - Deutsch: Geheimnis für Drei. Goldmann, München 1984.

Romane
- The Golden Salamander. 1949.
  - Deutsch: Der goldene Salamander. Verlag Toth, Hamburg 1951.
- Venetian Bird. 1950.
  - deutsch: Im Schatten von San Marco. Gütersloh, Bertelsmann 1953.
- The Dragon Tree. 1958.
  - Deutsch: Der Drachenbaum. Bastei-Lübbe, Bergisch Gladbach 1976.
- The Burning Eye. 1960.
  - deutsch: Das brennende Auge. Goldmann, München 1979.
- A Delivery of Furies. 1961.
  - Deutsch: Der Raub der Furien. Goldmann, München 1982.
- Black Flamingo. 1962.
  - Deutsch: Schwarzer Flamingo. Goldmann, München 1970.
- The Limbo Line. 1963.
  - Deutsch: Hinter der Limbo-Linie. Goldmann, München 1982.
- Firecrest. 1971.
  - Deutsch: Der verlorene Freitag. Richarz Verlag, St. Augustin 1977.
- The Rainbird Pattern. 1971.
  - Deutsch: Auf der Spur. Lübbe-Verlag, Bergisch Gladbach 1977.
- Smiler-Trilogie
  - The Runaways. 1972.
    - Deutsch: Die Ausreißer. Zsolnay, Wien 1972.

  - Flight of the grey goose. 1973.
    - Deutsch: Sommerwind und erste Liebe. Zsolnay, Wien 1973.

  - The Painted Tent. 1974.
    - Deutsch: Flieg mit dem Wind um die Wette. Zsolnay, Wien 1974.
- Table Number seven. 1987 (posthum erschienen)

Sachbücher
- Finchley-Reihe

1. Mr. Finchley Discovers England. 1934.
2. Mr. Finchley Goes to Paris. 1938.
3. Mr. Finchley Takes the Road. 1940.

- Everyman’s England. 1936 (illustriert von Leslie Stead)

Theaterstücke
- Beggar's Bush. 1940.

### Als Alan Gould
- Two Men Fought. 1936.
- Mercy Lane. 1937.
- Sanctuary from the Dragon. 1938.
- Every Creature of God is Good. 1939.
- The Viaduct. 1939.

### Als Julian Forest
- The Wooden Angel. 1938.

## Verfilmungen
- 1950: Ronald Neame (Regie): Der goldene Salamander (Golden Salamander, frei nach The Golden Salamander).
- 1950: George Sherman (Regie): Spy Hunt (nach dem Roman Panther’s Moon).
- 1952: Ralph Thomas (Regie): Venetian Bird (nach dem Roman Venetian Bird).
- 1959: Richard Thorpe (Regie): Das Haus der sieben Falken (The House of the Seven Hawks, nach The House of the Seven Flies).
- 1964:  Basil Dearden (Regie): Agenten lassen bitten (Masquerade, nach dem Roman Castle Minerva).
- 1966: Erich Neureuther (Regie): Das ganz große Ding.
- 1967: Richard Thorpe (Regie): Erpressung durch Scorpio (The Scorpio Letters, nach dem Roman The Scorpio Letters).
- 1968: Samuel Gallu (Regie): The Limbo Line (nach dem Roman The Limbo Line).
- 1969: Samuel Fuller (Regie): Outsider (Shark, nach dem Roman His Bones Are Coral).
- 1971: Michael Ferguson (Regie): Paul Temple; Folge: Wenn die Figuren lingsrum laufen (With Friends Like You, Who Needs Enemies?)
- 1975: Harry Harris (Regie): The Runaways (nach dem Roman The Runaways).
- 1976: Alfred Hitchcock (Regie): Familiengrab (Family Plot, nach dem Roman The Rainbird Pattern).

### Drehbücher für Fernseh-Mehrteiler
- 1964: The Midnight Men
- 1964: Curtain of Fear
- 1965: Contract to Kill
- 1966: Breaking Point
- 1967: This Way for Murder
- 1967: Verräter (ZDF-Neuverfilmung von Curtain of Fear)